# Esthero
Esthero (справжнє ім’я Дженні-Бі Інглішмен, народилася 23 грудня 1978 року в Стратфорді, Онтаріо) — канадська співачка й авторка пісень, яка живе в Лос-Анджелесі, Каліфорнія. Ім’я Естеро (Esthero) відноситься як до співачки, так і до її команди з двох осіб і продюсера Дока МакКінні. Esthero — суміш слів «Esther the hero»; вона стверджує, що отримала ім’я, об’єднавши ім’я героїні (Естер) та останній рядок («Якщо я хочу бути героєм, то я не можу влетіти з темряви») фільму з роману Сильвії Плат «Під скляним ковпаком». 
Звучання гурту Esthero характеризується її особливим голосом і поєднанням ніжних басових партій, джазових труб, іспанської гітари та хіп-хопу. Її іноді порівнюють з Б'єрк, Portishead, Біллі Голідей і Шаде. Естеро була співпродюсером більшості матеріалів, які виконувала. Серед артисток, які визнають вплив Esthero на їхню творчість — Res, Фергі та Неллі Фуртадо.
Брат Esthero, Джейсон Інглішмен, також є музикантом.

## Кар’єра

### Ранні роки
У віці шістнадцяти років Esthero самостійно переїхала з маленького містечка Гаррістон, Онтаріо, до Торонто, Онтаріо, де почала співати на вечорах з відкритим мікрофоном, водночас працюючи на різних роботах. Менеджер Бо Овчарік бачив, як вона співала у кафе Free Times, який влаштував їй прослуховування у свого партнера Зака Вернера. Вони познайомили її з президентом EMI Publishing Canada Майклом Маккарті, якого вона так зачарувала під час першої зустрічі, що, не почувши, як вона співає жодної ноти, він налаштував і заплатив за сесії запису з Мартіном «Доком» МакКінні, гітаристом і студійним інженером.

### 1997: Breath from Another
Молодий дует швидко почав записуватися разом. Завдяки тодішньому видавництву EMI президенту США Ріку Криму їхні демо-версії досягли вух керівників Work Group (дочірньої компанії Sony). Навесні 1998 року дебютний альбом Breath from Another був випущений і отримав схвалення критиків.

### 1998–2003: Колаборації та успіх
Після розпуску лейблу WORK Esthero була звільнена від контракту. У 2000 році вона підписала контракт з Reprise. У 1998 році, після того, як ремікс однієї з її пісень («Country Livin'») був включений у саундтрек до «Slam», Esthero привернула увагу багатьох хіп-хоп і реп-виконавців. Деякі співпраці були плідними, як-от її робота з Black Eyed Peas на "Weekends", який став міжнародним хітом.
У 2001 році Esthero співпрацювала з німецьким продюсером Іаном Пулі над "Balmes (A Better Life)", яка потрапила до 75 найкращих британського чарту синглів і принесла Esthero її першу позицію в американських танцювальних чартах.

### 2004–2005: O.G. Bitch і Wikked Lil Grrrls
20 квітня 2004 року — без допомоги Дока — Esthero випустила O.G. Bitch, окремий EP, що включає шість альтернативних реміксів на заголовну композицію, а також бі-сайд "I Love You". Пісня очолила клубні чарти в США. Наступного року вона випустила другий EP під назвою We R in Need of a Musical Revolution. EP породив однойменний хіт і привів до повноформатного альбому Esthero 2005 року на лейблі Warner Bros., Wikked Lil' Grrrls, через сім років після її дебютного альбому, і викликав неоднозначну реакцію критиків. Альбом містить внески Шона Леннона, André 3000, Jemeni, Jelleestone, and Cee-Lo Green of Сі-Ло Гріна з Goodie Mob. 

### 2007–2011: Розрив зі звукозаписною компанією та колаборації
У 2007 році Esthero дружньо залишила Venus Management. 
2008 рік був для Esthero насиченим подіями, завдяки низці гучних спільних робіт, включаючи вірусну сенсацію Yes We Can, пісню (з супровідним відео), натхненну промовою Барака Обами та спродюсованої will.i.am. Esthero також озвучила космічний корабель J.A.N.E. під час туру Каньє Веста Glow in the Dark і з'явилася на його альбомі 808s & Heartbreak, до якого вона написала три треки під справжнім ім'ям. У 2008 році вона також взяла на себе роль продюсера треку з дебютного альбому Dangerous Muse та співавтора альбому Бренді «Human». Вона представлена в альбомі хіп-хоп музичного продюсера Timbaland 2009 року Shock Value II у піснях «Can You Feel It» і «Undertow» з гуртом The Fray. Остання увійшла до Billboard Hot 100 під номером 100, що дало Esthero її першу і єдину позицію в Hot 100 у США.

### 2012–дотепер:Everything Is Expensiveі "Baby Steps"
5 червня 2012 року Esthero випустила новий сингл під назвою "Never Gonna Let You Go", написаний у співавторстві з Адамом Бравіном (She Wants Revenge). Пісня була представлена в епізоді медичної драми ABC «Анатомія Грея» від 21 лютого 2013 року під назвою «This Is Why We Fight». Пісня досягла 72 місця в Canadian Hot 100, що було для Esthero першим записом у чарті.
30 жовтня 2012 року Esthero самостійно випустила новий альбом під назвою Everything Is Expensive. Він дебютував під номером тринадцять у чарті Billboard Top Heatseekers у США. У Канаді альбом був випущений через Universal Music.
У 2016 році "Breath from Another" був номінований на Polaris Heritage Prize, як найкращий альбом з 1996 по 2005 рік. Альбом, однак, програв «Funeral» Arcade Fire (яка виграла громадське голосування) і Lhasa de Sela «La Llorona» (яка виграла голосування журі).
У 2019 році Esthero була представлена в пісні Black Eyed Peas «4ever», а також була в супровідному музичному відео, яке опублікували 1 лютого 2019 року. Через соціальні мережі Esthero анонсувала пісню «Baby Steps» 3 лютого 2019 року.

## Дискографія

### Студійні альбоми
- Breath from Another (1998)
- Wikked Lil' Grrrls (2005)
- Everything Is Expensive (2012)

### Мініальбоми
- Short of Breath (1998)
- We R in Need of a Musical Revolution! (2004)